# (39408) 1273 T-1
1273 T-1 (asteroide 39408) é um asteroide da cintura principal. Possui uma excentricidade de 0.09548130 e uma inclinação de 6.55702º.
Este asteroide foi descoberto no dia 26 de março de 1971 por Cornelis Johannes van Houten e Ingrid van Houten-Groeneveld e Tom Gehrels em Palomar.